# 奥谷浩一
奥谷 浩一（おくや こういち、1946年 - ）は、日本の哲学者。専門は、哲学・倫理学。札幌学院大学名誉教授。

## 人物
北海道出身。
1970年北海道大学文学部卒。1972年北海道大学大学院文学研究科修士課程修了。1976年北海道大学大学院文学研究科博士課程単位取得満期退学。1976年札幌商科大学商学部専任講師、1978年同商学部助教授、1979年同人文学部助教授、1984年同人文学部助教授、1988年同同人文学部教授、1989年同人文学部人間学科長、1997年同人文学部人間学科長再任、2007年同人文学部長、札幌商科大学人文学部講師、札幌学院大学人文学部助教授、同人文学部教授を経て、2010年より札幌学院大学学長。2013年学長退任。人文学部教授。2015年定年退職。
この他、1999年から北海道自然保護協会理事や同常務理事を務める。また、2012年北海道社会貢献賞を受賞した。
哲学的人間学の研究やヘーゲル論理学の成立史研究などを主な研究対象とするほか、近年は環境倫理学などにも関心を持つ。

## 著書
- 『哲学的人間学の系譜 - シェーラー、プレスナー、ゲーレンの人間論』（梓出版社） 2004年
- 『ハイデガーの弁明 - ハイデガー・ナチズム研究序説』（梓出版社） 2009年

## 翻訳
- 『ハチスン、ヒューム、スミスの道徳哲学：合意による徳』（ヴィンセント・M・ホープ、共訳、創風社） 1999年
- 『ハイデガー哲学とナチズム』（トム・ロックモア、共訳、北海道大学図書刊行会） 2003年

## 論文
- 奥谷浩一「ヘーゲルの普遍・特殊・個別論」『哲学』第9号、札幌 : 北海道大学哲学会、1973年6月、98-125頁、CRID 1520853835007232384、ISSN 02872560。
- 奥谷浩一「ヘーゲル「論理学」における「判断」と実在-1-」『唯物論』第23号、札幌 : 札幌唯物論研究会、1975年3月、1-20頁、CRID 1522262179680047616、ISSN 09111735。
- 奥谷浩一「ヘーゲル「論理学」における「判断」と実在-2-」『唯物論』第24号、札幌 : 札幌唯物論研究会、1976年1月、32-62頁、CRID 1520573329887570944、ISSN 09111735。
- 奥谷浩一「ヘーゲルの理念論」『哲学』第16号、札幌 : 北海道大学哲学会、1979年、1-25頁、CRID 1520572360021306752、ISSN 02872560。
- 奥谷浩一「アルノルト・ゲーレンの哲学的人間学の問題点-1-」『札幌学院大学人文学部紀要』第41号、江別 : 札幌学院大学人文学部学会、1987年10月、77-100頁、CRID 1520572360376131968、ISSN 09102094。
- 奥谷浩一「アルノルト・ゲーレンの哲学的人間学の問題点-2-」『札幌学院大学人文学会紀要』第45号、江別 : 札幌学院大学総合研究所、1989年8月、131-150頁、CRID 1520572360393251072、ISSN 09163166。
- 奥谷浩一「アルノルト・ゲーレンの哲学的人間学の問題点-3-」『札幌学院大学人文学会紀要』第49号、江別 : 札幌学院大学総合研究所、1991年8月、57-73頁、CRID 1520853835364778496、ISSN 09163166。
- 奥谷浩一「アルノルト・ゲーレンの哲学的人間学の問題点-4-」『札幌学院大学人文学会紀要』第50号、江別 : 札幌学院大学総合研究所、1991年12月、99-124頁、CRID 1520009410420486016、ISSN 09163166。
- 奥谷浩一「アルノルト・ゲーレンの哲学的人間学の問題点-5-」『札幌学院大学人文学会紀要』第52号、江別 : 札幌学院大学総合研究所、1992年12月、37-57頁、CRID 1520572360394766848、ISSN 09163166。
- 奥谷浩一「プレスナーの哲学的人間学における位置性の理論(1)」『札幌学院大学人文学会紀要』第66巻、札幌学院大学人文学会、1999年9月、1-19頁、CRID 1050577895542281728、hdl:10742/00003597、ISSN 0916-3166。
- 奥谷浩一「プレスナーの哲学的人間学における位置性の理論(2)」『札幌学院大学人文学会紀要』第68巻、札幌学院大学人文学会、2000年9月、45-70頁、CRID 1050296420565583360、hdl:10742/00003576、ISSN 0916-3166。
- 奥谷浩一「プレスナーの哲学的人間学における位置性の理論(3)」『札幌学院大学人文学会紀要』第70巻、札幌学院大学人文学会、2001年12月、63-93頁、CRID 1050577895542294912、hdl:10742/00003554、ISSN 0916-3166。
- 奥谷浩一「プレスナーの哲学的人間学における位置性の理論(4)」『札幌学院大学人文学会紀要』第72巻、札幌学院大学人文学会、2002年12月、59-94頁、CRID 1050845763133568512、hdl:10742/338、ISSN 0916-3166。
- 奥谷浩一「プレスナーの哲学的人間学における位置性の理論 (5)」『札幌学院大学人文学会紀要』第73巻、札幌学院大学人文学会、2003年3月、21-50頁、CRID 1050001338203437184、hdl:10742/347、ISSN 0916-3166。
- 奥谷浩一「プレスナーの哲学的人間学における位置性の理論 (6)」『札幌学院大学人文学会紀要』第75巻、札幌学院大学人文学会、2004年3月、61-80頁、CRID 1050001338203440000、hdl:10742/366、ISSN 0916-3166。
- 奥谷浩一「若きプレスナーの思想形成過程 (1)」『札幌学院大学人文学会紀要』第77巻、札幌学院大学人文学会、2005年3月、1-23頁、CRID 1050564288156863232、hdl:10742/391、ISSN 0916-3166。